# Bobo-Dioulasso
Bobo-Dioulasso este un oraș din Burkina Faso, cu o populație de 537.728 de locuitori (2012). Este al doilea oraș ca mărime din țară, după Ouagadougou, capitala Burkinei Faso.

## Clima
| Date climatice pentru Bobo-Dioulasso                    | Date climatice pentru Bobo-Dioulasso | Date climatice pentru Bobo-Dioulasso | Date climatice pentru Bobo-Dioulasso | Date climatice pentru Bobo-Dioulasso | Date climatice pentru Bobo-Dioulasso | Date climatice pentru Bobo-Dioulasso | Date climatice pentru Bobo-Dioulasso | Date climatice pentru Bobo-Dioulasso | Date climatice pentru Bobo-Dioulasso | Date climatice pentru Bobo-Dioulasso | Date climatice pentru Bobo-Dioulasso | Date climatice pentru Bobo-Dioulasso | Date climatice pentru Bobo-Dioulasso |
| Luna                                                    | Ian                                  | Feb                                  | Mar                                  | Apr                                  | Mai                                  | Iun                                  | Iul                                  | Aug                                  | Sep                                  | Oct                                  | Nov                                  | Dec                                  | Anual                                |
| ------------------------------------------------------- | ------------------------------------ | ------------------------------------ | ------------------------------------ | ------------------------------------ | ------------------------------------ | ------------------------------------ | ------------------------------------ | ------------------------------------ | ------------------------------------ | ------------------------------------ | ------------------------------------ | ------------------------------------ | ------------------------------------ |
| Maxima medie °C (°F)                                    | 33.5 (92,3)                          | 35.7 (96,3)                          | 36.9 (98,4)                          | 36.4 (97,5)                          | 34.7 (94,5)                          | 32.1 (89,8)                          | 30.2 (86,4)                          | 29.4 (84,9)                          | 30.2 (86,4)                          | 33.4 (92,1)                          | 34.8 (94,6)                          | 33.5 (92,3)                          | 33,4 (92,12)                         |
| Media zilnică °C (°F)                                   | 25.2 (77,4)                          | 27.6 (81,7)                          | 29.7 (85,5)                          | 30.2 (86,4)                          | 29 (84)                              | 26.9 (80,4)                          | 25.6 (78,1)                          | 25 (77)                              | 25.4 (77,7)                          | 27.2 (81)                            | 26.9 (80,4)                          | 25.3 (77,5)                          | 27 (80,6)                            |
| Minima medie °C (°F)                                    | 17 (63)                              | 19.5 (67,1)                          | 22.5 (72,5)                          | 24 (75)                              | 23.3 (73,9)                          | 21.7 (71,1)                          | 21 (70)                              | 20.7 (69,3)                          | 20.7 (69,3)                          | 21 (70)                              | 19.1 (66,4)                          | 17.1 (62,8)                          | 20,6 (69,1)                          |
| Precipitații mm (inches)                                | 1 (0.04)                             | 3 (0.12)                             | 20 (0.79)                            | 45 (1.77)                            | 105 (4.13)                           | 135 (5.31)                           | 204 (8.03)                           | 281 (11.06)                          | 187 (7.36)                           | 60 (2.36)                            | 8 (0.31)                             | 2 (0.08)                             | 1.051 (41,38)                        |
| Nr. mediu de zile ploioase                              | 0                                    | 0                                    | 2                                    | 4                                    | 8                                    | 10                                   | 13                                   | 18                                   | 14                                   | 6                                    | 1                                    | 0                                    | 76                                   |
| Sursa nr. 1: Climate-Data.org, altitude: 423m           |                                      |                                      |                                      |                                      |                                      |                                      |                                      |                                      |                                      |                                      |                                      |                                      |                                      |
| Sursa nr. 2: Weather2Travel for rainy days and sunshine |                                      |                                      |                                      |                                      |                                      |                                      |                                      |                                      |                                      |                                      |                                      |                                      |                                      |

## Galerie

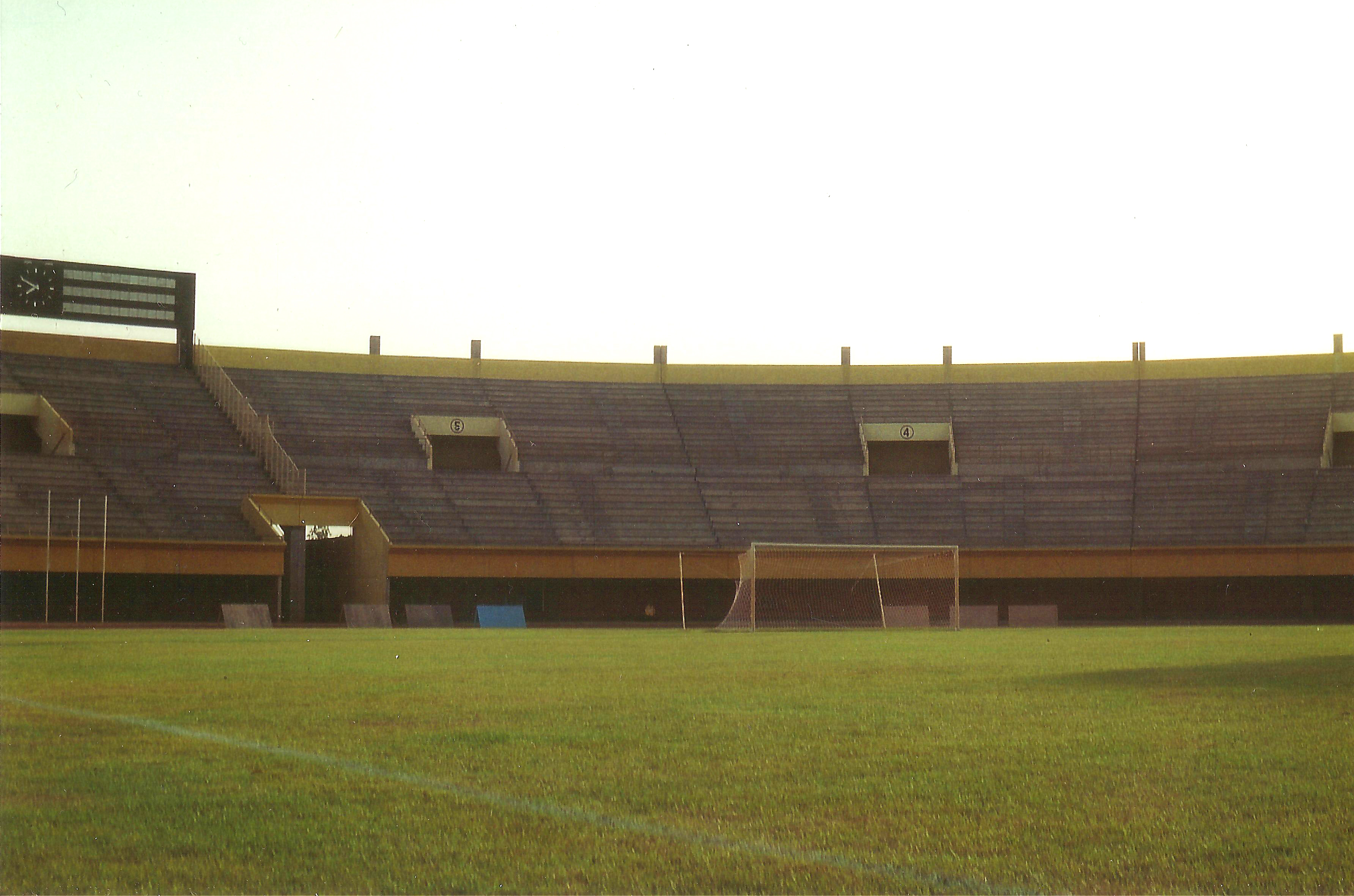
Stade omnisports Bobo-Dioulasso
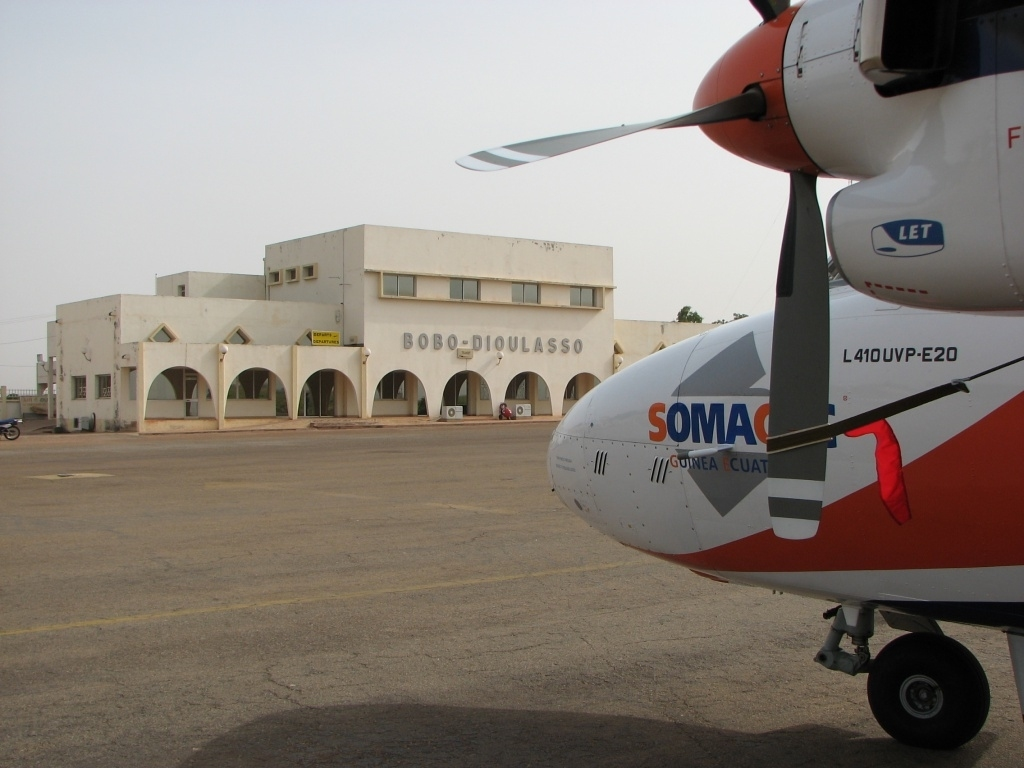
Bobo Dioulasso Airport
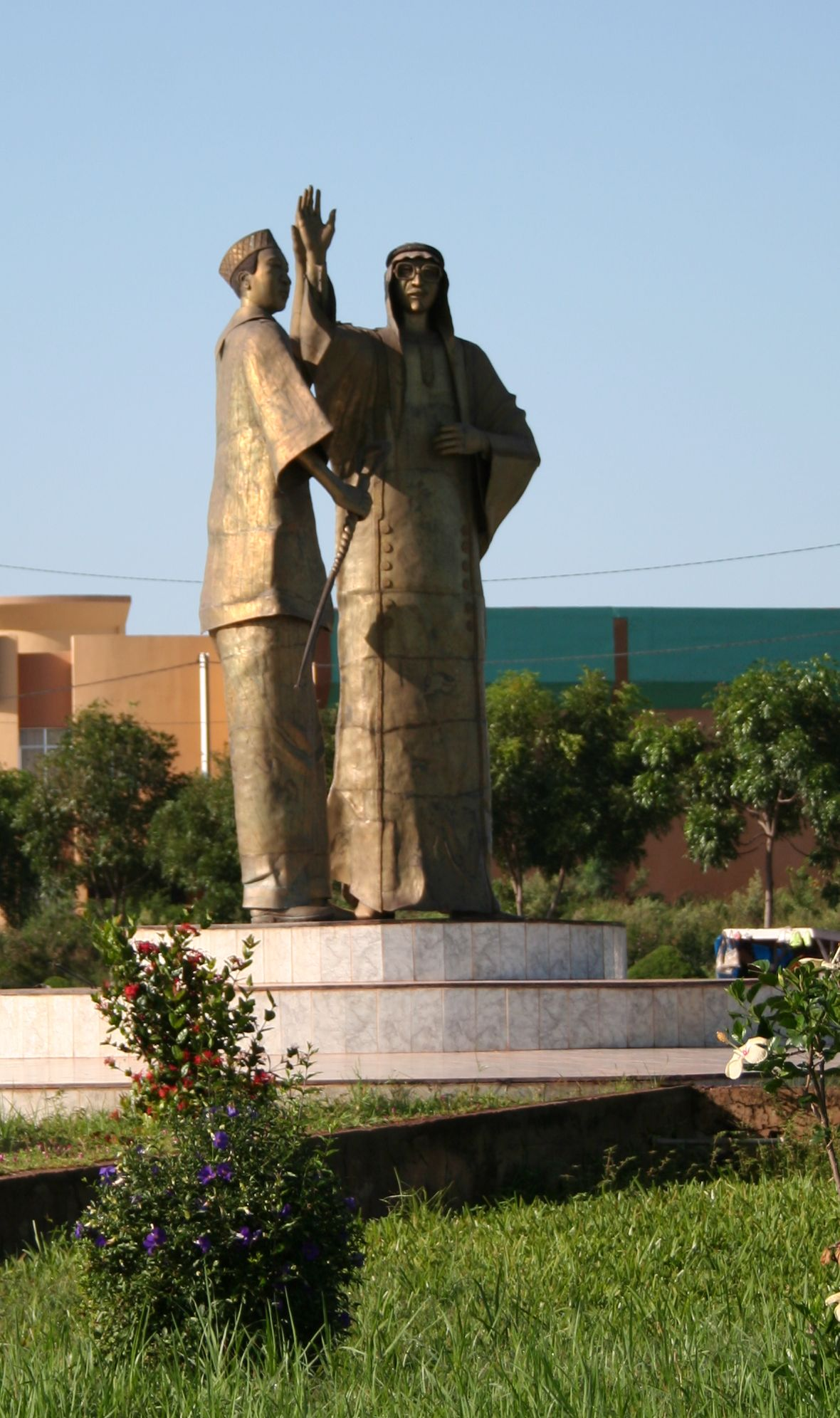
Monument
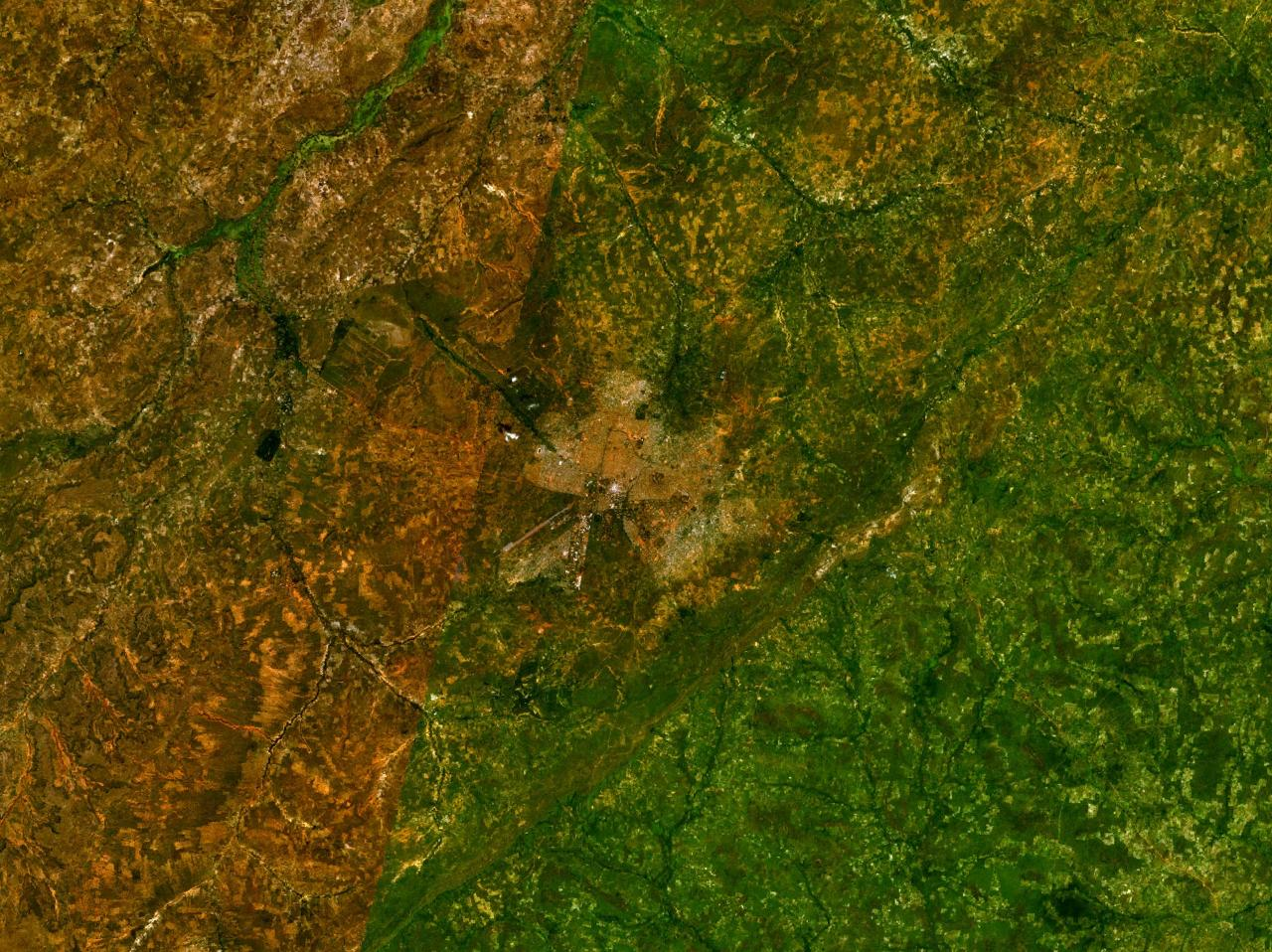
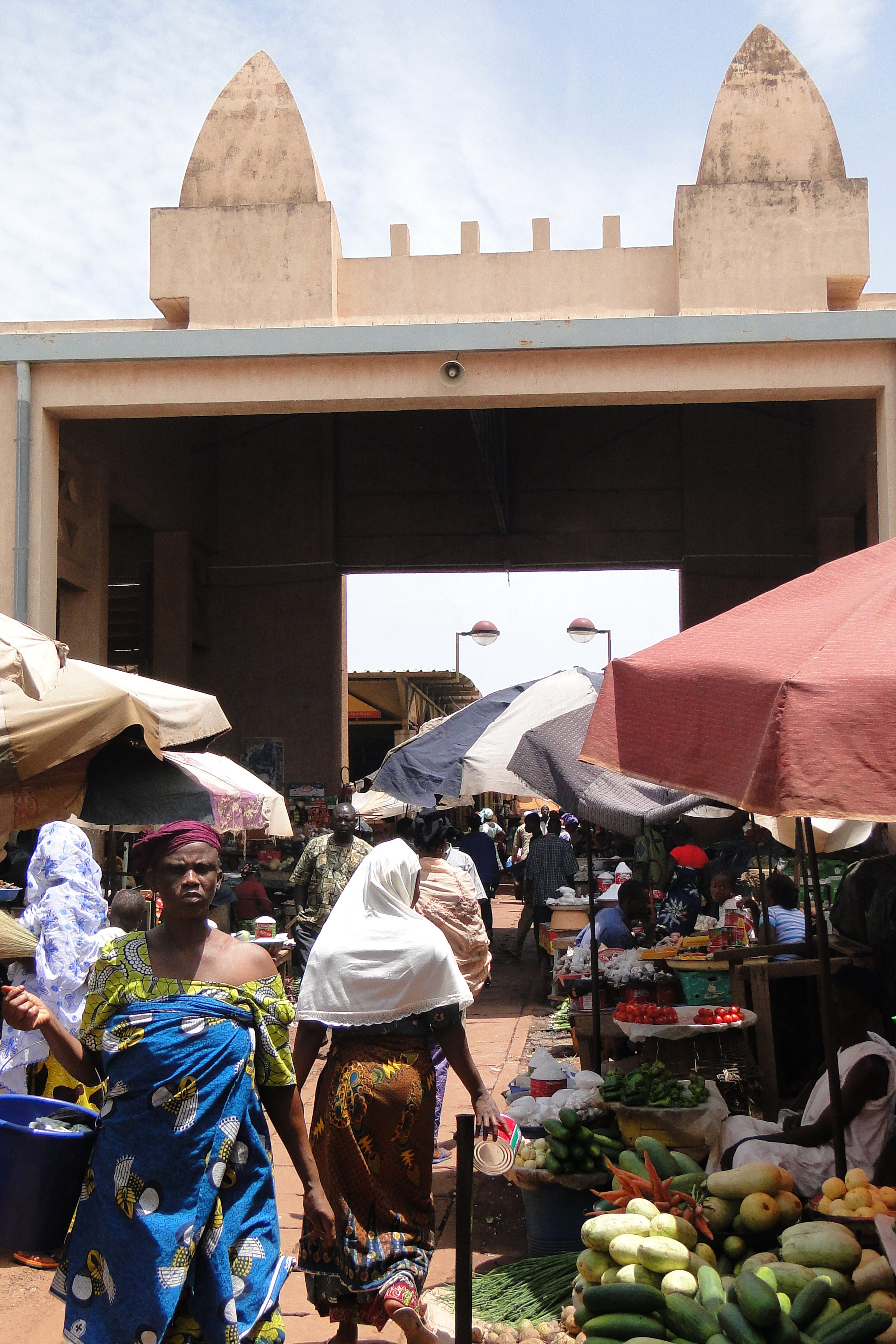
Market Scene in Bobo-Dioulasso